# Dorymyrmex elegans
Espèce
Dorymyrmex elegans est une espèce d'insectes hyménoptères de la sous-famille des Dolichoderinae (famille des Formicidae, les fourmis).

## Répartition
Dorymyrmex elegans se rencontre aux États-Unis et au Mexique. C'est une espèce nocturne mais on peut la voir de jour par temps frais[réf. nécessaire].

## Systématique
Le nom valide complet (avec auteur) de ce taxon est Dorymyrmex elegans (Trager, 1988).
L'espèce a été initialement classée dans le genre Conomyrma sous le protonyme Conomyrma elegans Trager, 1988,.
Dorymyrmex elegans a pour synonymes : Conomyrma elegans Trager, 1988.

### Étymologie
Son épithète spécifique, du latin elegans, « gracieux, élégant », fait référence à l'aspect gracieux de cette espèce de couleur jaune.

### Publication originale
- (en) James C. Trager, « A Revision of Conomyrma (Hymenoptera: Formicidae) from the Southeastern United States, Especially Florida, with Keys to the Species », The Florida Entomologist, Florida Entomological Society (d) et inconnu, vol. 71, no 1,‎ mars 1988, p. 11-29 (ISSN 0015-4040 et 1938-5102, OCLC 1569453, DOI 10.2307/3494888, JSTOR 3494888).